# Де Фе
Де Фе (фр. Deux-Fays) насеље је и општина у источној Француској у региону Франш-Конте, у департману Јура која припада префектури Доле.
По подацима из 2011. године у општини је живело 115 становника, а густина насељености је износила 16,99 становника/km². Општина се простире на површини од 6,77 km². Налази се на средњој надморској висини од 210 метара (максималној 226 m, а минималној 200 m).

## Демографија
| 1962. | 1968. | 1975. | 1982. | 1990. | 1999. | 2011. |
| ----- | ----- | ----- | ----- | ----- | ----- | ----- |
| 170   | 175   | 146   | 131   | 125   | 115   | 115   |

График промене броја становника у току последњих година